# بخش مرکزی شهرستان شیراز
بخش مرکزی شهرستان شیراز یکی از بخش‌های شهرستان شیراز استان فارس ایران است.

## تقسیمات کشوری
- بخش مرکزی شهرستان شیراز
  - دهستان بیدزرد
  - دهستان داریان
  - دهستان دراک
  - دهستان قره‌باغ
  - دهستان کفترک

شهرها : شیراز ، صدرا ، داریان

## جمعیت
براساس سرشماری عمومی نفوس و مسکن در سال ۱۳۹۵، جمعیت بخش مرکزی شهرستان شیراز برابر با ۱،۷۷۷،۷۳۷ نفر بوده‌است.